# Камакура-бори

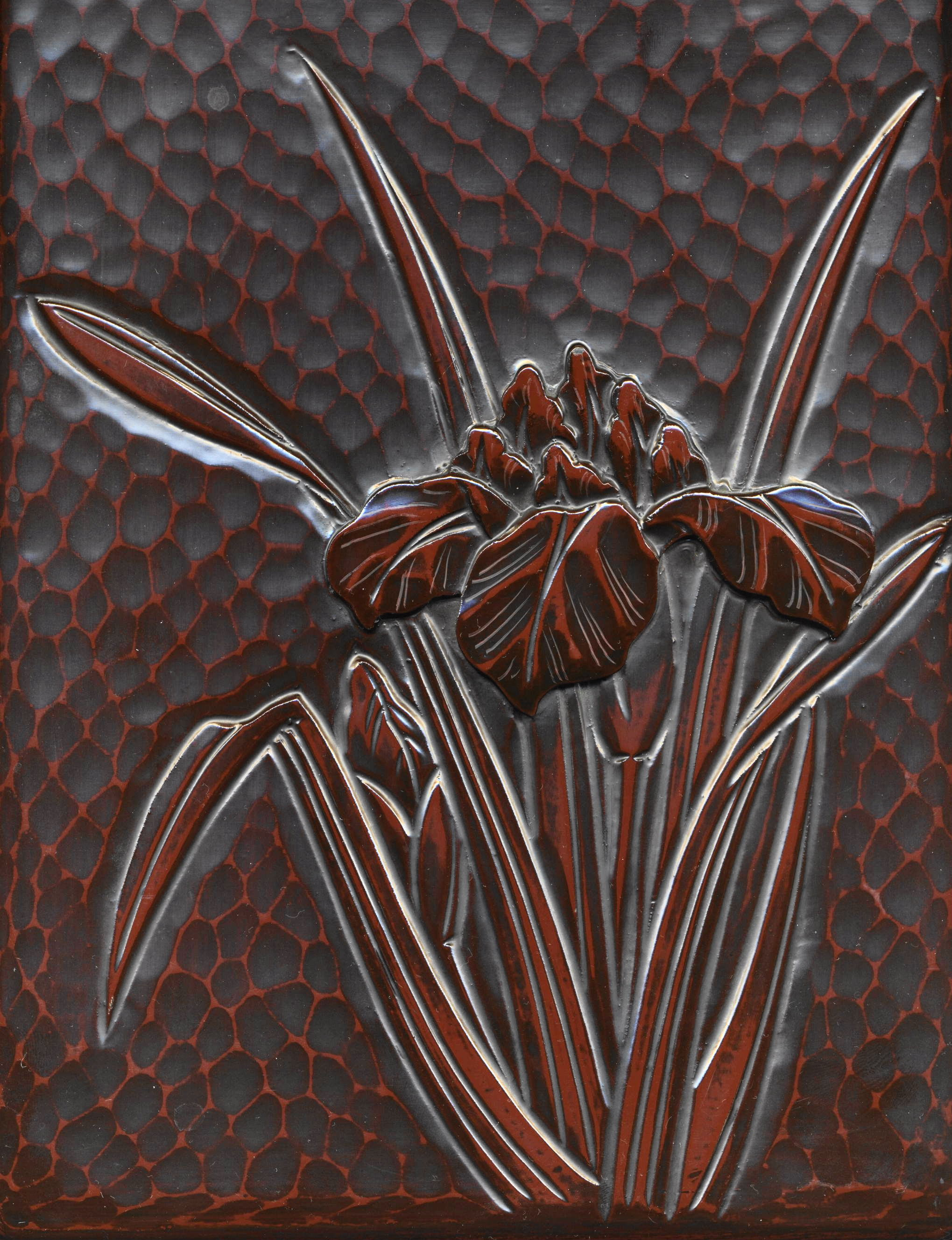
Пример камакура-бори

Камакура-бори (яп. 鎌倉彫) — один из видов лакового искусства из Камакуры, Япония. Производится посредством вырезания контуров по дереву с последующим покрытием лаком красного, синего, жёлтого и других цветов. После покрытия лаком изделие полируется.
Считается, что промысел восходит ко времени периода Камакуры, когда Коун (яп. 康運) (или, по другим сведениям, Коэн (яп. 康円), — бусси (скульптор, специализирующийся на изображениях Будды), стал вырезать буддистскую утварь в стиле Чин На-кеи (или Чин Ва-кей) времен сунской династии Китая.